# Benavides (cantante)
Edmundo David Benavides Porras (Caracas, 4 de julio de 1985), conocido monónimamente como Benavides, es un cantautor y músico venezolano de música tropical, intérprete de éxitos como «Mi ex», «Tu rompecabezas», «Tu príncipe azul» y «Pasión vinotinto». Comenzó su carrera artística en 2006 como Edmundo para luego en 2011 lanzarse al mercado como Benavides.
En 2012 Benavides fue catalogado como el cuarto artista más sonado de Venezuela y en 2013 se convirtió en el séptimo artista más sonado del año en el país. En 2013 comenzó la internacionalización de Benavides con su canción «Mi ex», continuada en 2014 con «Tu príncipe azul». Benavides fue nominado para el premio Lo Nuestro como artista revelación tropical del año, en 2013. Ganador del premio Pepsi Music Venezuela de 2014 como artista refrescante.

## Infancia
Benavides nació en Caracas, Venezuela, siendo hijo de Edmundo R. Benavides y Carmen Zenaida Porras. A los ocho años comenzó a componer sus primeras canciones y a los doce empezó a tomar clases de guitarra. Estudió música en la Escuela Contemporánea de la Voz, y se graduó de ingeniería de telecomunicaciones en la Universidad Católica Andrés Bello en 2008.

## Carrera artística

### Como Edmundo
Su carrera artística comienza en 2006 como Edmundo cuando graba su primer álbum de estudio, Mi mundo. Mi mundo contiene diez canciones de su propia autoría y su estilo es de pop latino. Producido por Milena Naranjo y Francisco Domingo. De este álbum, Benavides promociona la canción «Tan solo quiero». Seguidamente, promociona la canción «Te haré crecer» en Venezuela. A mediados de 2010, Benavides promociona en Colombia la canción «Un medio». Es en este país donde le cambian el nombre artístico de Edmundo a Benavides.

### Como Benavides
En 2011 Benavides comienza a grabar su segundo álbum Aquí estoy. Este álbum contiene diez temas de su propia autoría y su estilo es música tropical. A mediados del año lanza su sencillo «Amor imposible» producido por Daniel y Yein. En 2012 lanza el sencillo «Aquí estoy», producido por Juan Miguel dell’Orco y Daniel Espinoza el cual alcanza el primer lugar de la cartelera de radio venezolana. En junio de 2012, lanza una versión de Aquí estoy en una alianza con el El Nacional por toda Venezuela. En octubre del mismo año, llega el disco completo a las discotiendas y a las plataformas digitales.
Benavides también promociona en 2012 la canción «Mi ex» producida por Daniel Barón, la cual se convierte el tema más exitoso del artista hasta el momento. Este tema además se convierte el sexto tema más sonado de 2012 en Venezuela, logrando así que Benavides sea el cuarto artista más sonado del año. Su vídeo entra en la lista del Hot Ranking de HTV.
Para 2013, Benavides lanza su tema «Dámelo todo», producido por Barón, el cual se mantiene durante varias semanas consecutivas en la lista de la cartelera de radio venezolana Record Report. Su video alcanzó la lista del Hot Ranking de HTV. Es nominado a los premios Pepsi Music Venezuela como mejor video tropical del año por «Mi ex» y mejor álbum tropical del año por Aquí estoy.
En 2013 Benavides también lanza su espectáculo, Dámelo todo Show, en el cual presenta sus temas más exitosos acompañado de bailes coreográficos y música en vivo. Este espectáculo fue presentado en varias ciudades de Venezuela.
A finales de 2013, Benavides lanza el sencillo promocional «Tu rompecabezas» producido por Barón. Benavides cierra 2013 en la lista de los primeros diez artistas más sonados del año en Venezuela.
Benavides comienza el año como parte de la gira Movistar 2014, recorriendo Venezuela con su espectáculo musical. En febrero de 2014, «Tu rompecabezas» alcanza el primer lugar de la cartelera radial y primer lugar en el Hot Ranking de HTV. Luego, en septiembre del mismo año, el sencillo promocional «Tu príncipe azul», de la misma manera alcanza el primer lugar tanto en la cartelera de radio Record Report como en el Hot Ranking de HTV.
En el mismo mes, gana el galardón como artista refrescante de los premios Pepsi Music de 2014. También participa en la gala de la Chica HTV de 2014 y la gala interactiva de Miss Venezuela 2014.
Para octubre de 2014, Benavides lanza el sencillo promocional «Vivir sin ti». En junio de 2015, Benavides lanza «Pasión vinotinto» para la selección de fútbol de Venezuela, conocida como «la Vinotinto», para la Copa América 2015, disputada en Chile.

### Carrera internacional
En 2013 Benavides lanza su sencillo promocional «Mi ex» en Estados Unidos, el cual alcanza los primeros diez lugares de la lista Tropical Latino de Billboard. La canción se encuentra durante varias semanas consecutivas en Tropical por lo cual «Mi ex» figura entre las quince canciones más sonados de Tropical del 2013. Es nominado para el premio Lo Nuestro como artista tropical revelación del año.
En 2014 Benavides lanza en los Estados Unidos el sencillo promocional «Tu príncipe azul», el cual alcanza los primeros veinte lugares de Tropical Latino. Benavides también participa en parte de la conferencia de los premios Billboard de la Música Latina de 2014, presentándose en el showcase de la ASCAP.

## Discografía

### Álbumes de estudio

#### Como Edmundo

##### Mi mundo
1. «Tan solo quiero»
2. «Un medio»
3. «Te haré crecer»
4. «Volaré»
5. «En una estrella»
6. «Contigo»
7. «Te admiro»
8. «Tienes que cambiar»
9. «Enséñame a vivir»
10. «Mi vida eres tú»

#### Como Benavides

##### Aquí estoy
1. «Aquí estoy (versión tropical)»
2. «Mi ex»
3. «Tu príncipe azul»
4. «Damelo todo»
5. «Dime qué hacer»
6. «Tu rompecabezas»
7. «Vivir sin ti»
8. «Pecadora»
9. «Quiero darte»
10. «Amor imposible»
11. «Aquí estoy (versión pop)»

## Videografía
1. Aquí estoy
2. Mi ex
3. Dámelo todo
4. Tu rompecabezas
5. Tu príncipe azul

## Enlaces
- Página Web Benavides
- Página información Benavides
- Facebook Benavides
- Twitter Benavides
- Instagram Benavides
- YouTube Benavides